# Station Kuregem
Station Kuregem is een buiten gebruik gestelde spoorweghalte langs spoorlijn 28 (Schaarbeek - Brussel-Zuid) bij de wijk Kuregem in de Brusselse gemeente Anderlecht (België). Het stationsgebouw werd in de jaren '80 afgebroken.
In 2013 toonde de NMBS de intentie het station te heropenen in het kader van het Gewestelijk ExpresNet.
Het plan voor de heropening werd als snel afgeschreven omdat men het station van Anderlecht ging openen aan de verder gelegen spoorlijn 50A/C.

## Aantal instappende reizigers
De grafiek en tabel geven het gemiddeld aantal instappende reizigers weer op een week-, zater- en zondag.
| Tabel: aantal instappende reizigers station Kuregem | Tabel: aantal instappende reizigers station Kuregem | Tabel: aantal instappende reizigers station Kuregem | Tabel: aantal instappende reizigers station Kuregem |
|                                                     | Weekdag                                             | Zaterdag                                            | Zondag                                              |
| --------------------------------------------------- | --------------------------------------------------- | --------------------------------------------------- | --------------------------------------------------- |
| 1977                                                | 23                                                  | 0                                                   | 0                                                   |
| 1978                                                | 35                                                  | 0                                                   | 0                                                   |
| 1979                                                | 47                                                  | 0                                                   | 0                                                   |
| 1980                                                | 15                                                  | 0                                                   | 0                                                   |
| 1981                                                | 14                                                  | 0                                                   | 0                                                   |
| 1982                                                | 25                                                  | 0                                                   | 0                                                   |
| 1983                                                | 5                                                   | 0                                                   | 0                                                   |